# Джеррард (Колорадо)
Джеррард (англ. Gerrard) — переписна місцевість (CDP) в США, в окрузі Ріо-Гранде штату Колорадо. Населення — 264 особи (2020).

## Географія
Джеррард розташований за координатами 37°40′42″ пн. ш. 106°34′31″ зх. д. / 37.67833° пн. ш. 106.57528° зх. д. (37.678351, -106.575244).  За даними Бюро перепису населення США в 2010 році переписна місцевість мала площу 3,10 км², уся площа — суходіл.

## Демографія
Згідно з переписом 2010 року, у переписній місцевості мешкало 278 осіб у 133 домогосподарствах у складі 93 родин. Густота населення становила 90 осіб/км².  Було 267 помешкань (86/км²).
Расовий склад населення:
| - 94,2 % — білих - 2,5 % — корінних американців - 1,1 % — чорних або афроамериканців - 1,1 % — осіб інших рас |

До двох чи більше рас належало 1,1 %. Частка іспаномовних становила 8,3 % від усіх жителів.
За віковим діапазоном населення розподілялося таким чином: 14,4 % — особи молодші 18 років, 53,6 % — особи у віці 18—64 років, 32,0 % — особи у віці 65 років та старші. Медіана віку мешканця становила 54,3 року. На 100 осіб жіночої статі у переписній місцевості припадало 109,0 чоловіків;  на 100 жінок у віці від 18 років та старших — 110,6 чоловіків також старших 18 років.
Середній дохід на одне домашнє господарство  становив 62 650 доларів США (медіана — 51 184), а середній дохід на одну сім'ю — 77 494 долари (медіана — 52 171). 
Цивільне працевлаштоване населення становило 76 осіб. Основні галузі зайнятості: освіта, охорона здоров'я та соціальна допомога — 40,8 %, будівництво — 25,0 %, сільське господарство, лісництво, риболовля — 23,7 %.